# Hedyotis nairii
Hedyotis nairii là một loài thực vật có hoa trong họ Thiến thảo. Loài này được Murug. & V.Balas. mô tả khoa học đầu tiên năm 2007.